# إدوارد فرنسيس كلاين
إدوارد فرنسيس كلاين (بالإنجليزية:Edward Francis Cline) (مواليد 4 نوفمبر 1891 - وفيات 22 مايو 1961) ممثل وكاتب ومخرج وكاتب سيناريو أمريكي .

## روابط خارجية
- إدوارد فرنسيس كلاين على موقع IMDb (الإنجليزية)
- إدوارد فرنسيس كلاين على موقع ألو سيني (الفرنسية)
- إدوارد فرنسيس كلاين على موقع أول موفي (الإنجليزية)
- إدوارد فرنسيس كلاين على موقع قاعدة بيانات الأفلام السويدية (السويدية)
- إدوارد فرنسيس كلاين على موقع إن إن دي بي (الإنجليزية)
- إدوارد فرنسيس كلاين على موقع قاعدة بيانات الفيلم (الإنجليزية)
- إدوارد فرنسيس كلاين على موقع كينوبويسك (الروسية)